# Livre XI des Fables de La Fontaine
Le Livre XI des Fables de La Fontaine, publié en 1678 contient 9 fables :
1. Le Lion
2. Les Dieux voulant instruire un fils de Jupiter
3. Le Fermier, le Chien et le Renard
4. Le Songe d'un habitant du Mogol
5. Le Lion, le Singe et les Deux Ânes
6. Le Loup et le Renard
7. Le Paysan du Danube
8. Le Vieillard et les Trois Jeunes Hommes
9. Les Souris et le Chat-huant